# Ljubow Wladimirowna Starikowa
Ljubow Wladimirowna Starikowa (russisch Любовь Владимировна Старикова; * 22. Mai 1996) ist eine russische Naturbahnrodlerin. Sie startete in der Saison 2011/2012 erstmals im Weltcup.

## Karriere
Ihren ersten internationalen Einsatz hatte Starikowa bei der Junioreneuropameisterschaft 2011 in Laas, bei der sie Siebte wurde. Ein Jahr später fuhr sie bei der Juniorenweltmeisterschaft 2012 in Latsch auf Platz sechs. Davor gab Starikowa zu Beginn der Saison 2011/2012 ihr Debüt im Weltcup. Sie belegte beim Auftaktrennen in Latzfons den 15. und letzten Platz, fuhr im Rest des Winters keine weiteren Weltcuprennen und wurde 27. im Gesamtweltcup.

## Erfolge

### Juniorenweltmeisterschaften
- Latsch 2012: 6. Einsitzer

### Junioreneuropameisterschaften
- Laas 2011: 7. Einsitzer

### Weltcup
- 1 Platzierung unter den besten 15